# Hotel Reina Cristina
El Hotel Reina Cristina es un edificio histórico situado en Algeciras (Cádiz) España. Construido en 1901 y representante de la arquitectura colonial inglesa importada a la ciudad a principios del siglo XX por parte de ciudadanos británicos de la cercana colonia de Gibraltar.

## Historia
El Hotel Cristina fue construido en la década de 1890 como respuesta a las necesidades de alojamiento derivadas de la inauguración pocos años antes de la línea de ferrocarril Algeciras-Bobadilla. Los terrenos en los que se asienta, en la parte alta de la Villa Vieja de Algeciras, fueron propiedad de Guillermo Jaime Smith, vicecónsul del Reino Unido, que los vendió a finales del XIX a la Algeciras-Gibraltar Railway Company, conservando una parte de ellos para su vivienda en lo que actualmente es el Parque Smith.
El edificio original, de estilo colonial inglés, fue financiado por la compañía Henderson Administrations cuyo propietario, Alexander Henderson, había sido promotor del ferrocarril. A causa de un cortocircuito el hotel se incendió en 1928, siendo reconstruido con una planta más a partir del diseño del arquitecto Guillermo Thompson, reinaugurándose en 1932. La nueva edificación mantenía la estructura general de estilo colonial inglés, añadiendo elementos típicos de la arquitectura andaluza como correspondía al movimiento ecléctico de la época. El hotel se articula en torno a un patio central con cuatro brazos. Esta disposición permite la integración del edificio en los extensos jardines que lo rodean.
Este edificio es parte importante de la historia de Algeciras al haber servido de alojamiento a varios de los asistentes a la Conferencia de Algeciras en 1906 y durante la Segunda Guerra Mundial a los espías que debían controlar los movimientos militares en la ciudad de Gibraltar. También ha recibido la visita de numerosos personajes ilustres a lo largo de los años, entre ellos Arthur Conan Doyle, Charles de Gaulle, Winston Churchill u Orson Welles.
También fue un conocido lugar de reunión de responsables del movimiento nazi en la Segunda Guerra Mundial.

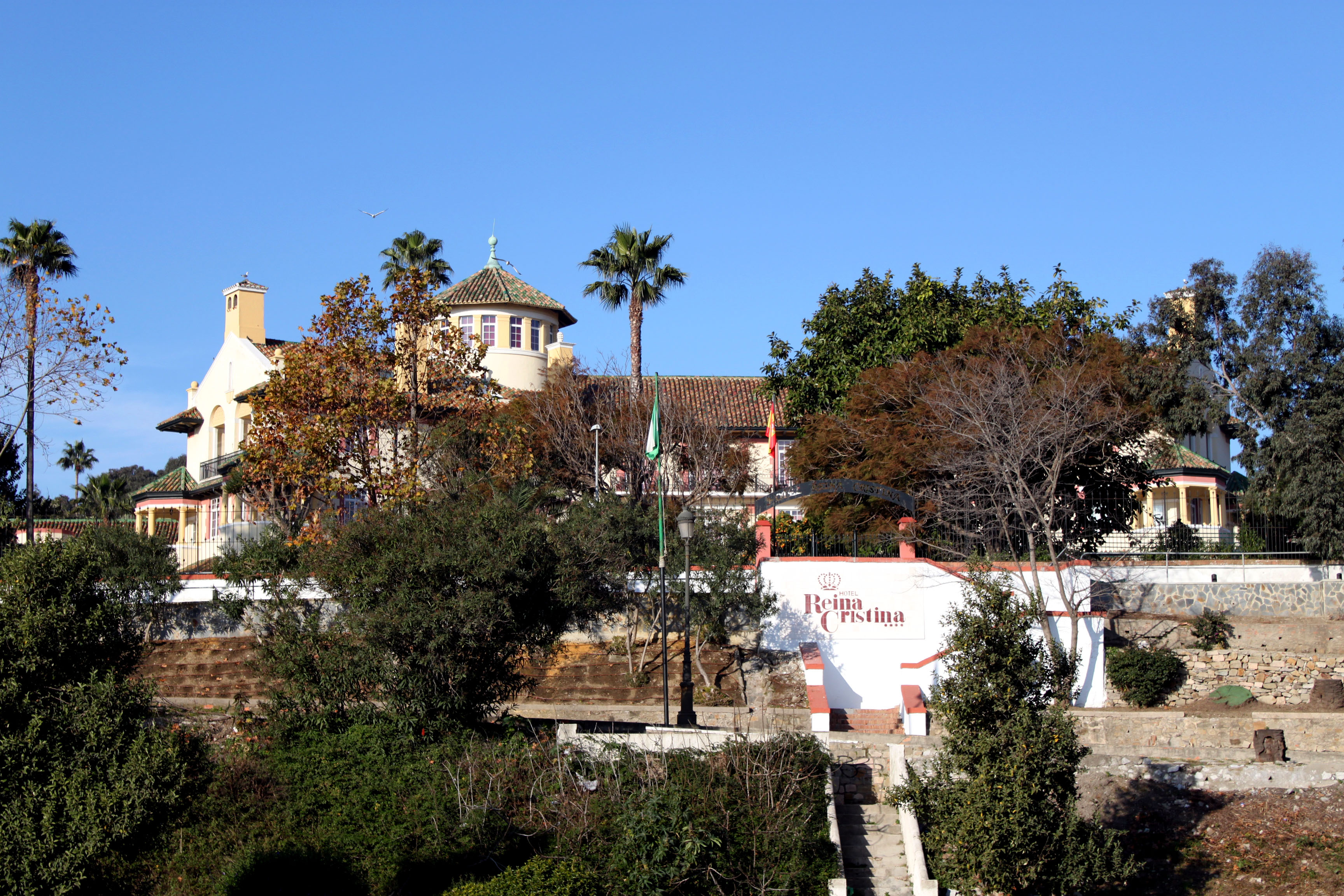
Fachada marítima del Hotel Reina Cristina.

Igualmente importante es el valor paisajístico y natural de los jardines del hotel. La superficie arbórea de estos jardines es actualmente la mayor del municipio superando al Paseo Cristina. Las especies vegetales presentes son en su mayoría originales de la primera etapa de la edificación por lo que han de tener al menos un siglo de edad.  Destacan las araucarias y palmeras de varias especies que se encuentran actualmente en serio peligro por la presencia del picudo rojo.